# Частичная занятость
Частичная занятость — экономический термин, обозначающий недоиспользование рабочей силы. Существует несколько разных значений этого термина:
1. Занятость высококвалифицированных работников на низкооплачиваемых постах, которые не требуют таких способностей. Например, врач работает водителем такси.
2. Ненамеренная частичная занятость — работники могут (и хотят) работать полную рабочую неделю, но могут найти только частичную занятость. Этот термин часто используется в региональном планировании для описания региона, где индексы деловой активности традиционно низки из-за недостатка рабочих мест.
3. Излишняя рабочая сила или скрытая безработица — практика, в соответствии с которой компании или целые экономические системы нанимают работников, которые не являются полностью занятыми — например, рабочие в настоящее время не производят продукты и не оказывают услуги из-за государственных или социальных барьеров или потому что их работа является сезонной.